# 張上德
張上德，浙江錢塘人，清朝政治人物。監生出身。
同治七年，接替曹文焕。署江蘇荆溪縣知縣。后由傅琳森接任。